# Eerste Slag bij de Marne
De Eerste Slag bij de Marne was een slag in de Eerste Wereldoorlog die werd uitgevochten tussen het Franse en het Duitse leger van 5 september tot 12 september 1914. Later in de oorlog werd er ook nog een Tweede Slag bij de Marne uitgevochten van 15 juli tot 6 augustus 1918.

## Voorgeschiedenis
Het Duitse leger rukte vanaf begin augustus 1914 op door België, in grote lijnen volgens het Schlieffenplan. Aan het eind van augustus waren de geallieerde legers gedwongen tot een gestage terugtocht in de richting van Parijs. Het oorspronkelijke Duitse plan voorzag in een brede beweging waarbij een grote troepenmacht door het westen van België en Noord-Frankrijk zou trekken, teneinde westelijk en vervolgens zuidelijk van Parijs een tangbeweging te forceren waarbij de Franse troepen ingesloten zouden worden. De opmars werd echter vertraagd doordat de Belgische tegenstand aanmerkelijk heviger was dan verwacht. Hierdoor namen de problemen rond de bevoorrading toe. Tevens werden Duitse troepen op 26 augustus in allerijl naar het Oostfront overgebracht omdat de Russen Oost-Pruisen waren binnengevallen en daarbij aanzienlijke terreinwinsten boekten. Hierdoor werd de Duitse westelijke troepensterkte aanzienlijk uitgedund.
Alexander von Kluck, de bevelhebber van het Eerste Duitse leger, had bij zijn opmars een voorsprong gekregen op het Tweede Duitse leger van Karl von Bülow. Hierdoor ontstond een gat tussen beide legers. Kluck meende tevens dat de British Expeditionary Force al verslagen was, niet meer in staat tot vechten of daartoe niet meer bereid was, en zich in de richting van de zee zou begeven om geëvacueerd te worden. Dat was echter ten onrechte: de Britse minister van oorlog Kitchener had persoonlijk de Britse opperbevelhebber, veldmaarschalk French, bezocht die inderdaad al aan opgeven had gedacht, zoals Kluck veronderstelde, maar Kitchener had hem weten te overtuigen van de noodzaak stand te houden. Kluck meende onterecht dat het verantwoord was om zijn opmars ten oosten van Parijs te verleggen en zo het gat tussen hem en Bülow te dichten. Hiermee stelde hij echter zijn flank bloot aan het Britse leger en het Zesde Franse leger.
Op 5 september verlegde Kluck zijn opmars weer terug in westelijke richting, nadat hij bemerkt had dat het Britse leger zijn terugtocht gestaakt had en samen met het Zesde Franse leger zijn opmars hervat had. Hierdoor ontstond opnieuw een gat tussen zijn leger en het Tweede Duitse leger onder bevel van Karl von Bülow, hetgeen tijdig door de geallieerden werd opgemerkt en die daarvan snel gebruik maakten. Ze schoven een deel van hun troepen in het gat tussen de twee Duitse legers waardoor de Duitsers het voordeel van een gesloten linie kwijt waren.

## De slag
De slag begon op 6 september nadat op 5 september de eerste gevechten waren geleverd bij de rivier de Ourcq. Kluck kreeg in de avond van 5 september opdracht zich terug te trekken op de rivier de Aisne. Tussen 6 en 8 september slaagden de geallieerde troepen erin de Duitse troepen te verslaan, daarbij geholpen door 6000 man die vanuit Parijs in gevorderde taxi's, bussen en vrachtwagens naar het front werden gebracht. (Aan deze taxis de la Marne is in de geschiedenis een doorslaggevende rol toegedicht; historici verschillen hierover echter van mening.)
Op instructie van de Duitse opperbevelhebber Moltke bezocht luitenant-kolonel Hentsch de hoofdkwartieren van de diverse Duitse legers teneinde zich persoonlijk van de situatie op de hoogte te stellen. De verbindingen per radio en telefoon waren gebrekkig. Het beeld dat hem geschetst werd, vooral door Bülow, was dat van een te zeer verspreid geraakt leger, dat het risico liep doorsneden te worden, met het gevaar van een omsingeling van een of meer van de Duitse legers. Met name het gat tussen het Eerste en Tweede Duitse leger werd gevuld door de Britse en Franse troepen. Bülow besloot, tot op zekere hoogte op eigen gezag, tot terugtrekking van zijn Tweede leger. Het Eerste en Derde leger waren daardoor genoodzaakt zich eveneens terug te trekken. Op 10 september bracht Hentsch verslag uit, wat voor Moltke aanleiding was om in persoon de hoofdkwartieren van de diverse Duitse legers te bezoeken. Op 11 september beval hij de algehele terugtocht, over het gehele westelijke deel van het front, tot op de rivier de Aisne.
Door logistieke problemen konden de Franse troepen evenwel hun succesvolle tegenaanval niet volledig uitbuiten door de Duitsers een beslissende nederlaag te bezorgen. De Duitse troepen slaagden erin zich in te graven, wat het begin vormde van de loopgravenoorlog.
Bij de slag waren circa 2,5 miljoen militairen betrokken, van wie circa een half miljoen sneuvelden.

## Het vervolg
Door de uitkomst van de Slag bij de Marne werd een snelle Duitse overwinning onmogelijk. De oorspronkelijke vrees van Alfred von Schlieffen was werkelijkheid geworden: de oorlog was nu toch een tweefrontenoorlog geworden. Door de verdeling van hun materieel en troepen over de twee fronten hadden de Duitse legers niet meer genoeg kracht om een beslissende doorstoot aan het westelijke front te forceren en daarmee de Britten en Fransen uit de oorlog te werken. Van de andere kant bezien hadden de Fransen en Britten ook niet genoeg kracht om de Duitse legers uit Frankrijk en België te verdrijven: er was in feite een patstelling ontstaan. Het gehele westelijk front werd een stelsel van loopgraven. In de komende jaren werden slechts zeer geringe terreinwinsten geboekt, ten koste van miljoenen levens. De patstelling zou tot 1918 aanhouden.
Luik · Halen · Grenzen · 1ste Marne · Antwerpen · Race naar de Zee · 1ste Ieper · Neuve-Chapelle · 2de Ieper · 2de Artesië · Heuvel 62 · 3de Artesië · Loos · Verdun · Hulluch · Mount Sorrel (Zillebeke) · Somme · Arras · Vimy · 2de Aisne (Nivelle-Offensief) · Mesen · 3de Ieper (Passendale) · Cambrai · Lenteoffensief (Michael · Blücher-Yorck · Gneisenau · Georgette — 4de Ieper · 2de Marne — Rheims-Marneschutz) · Belleaubos · Château-Thierry · Hamel · Honderddagenoffensief
H